# Sofija Stanislawowna Posdnjakowa
Sofija Stanislawowna Posdnjakowa (russisch София Станиславовна Позднякова; * 17. Juni 1997 in Nowosibirsk) ist eine russische Säbelfechterin.

## Erfolge
Sofija Posdnjakowa sicherte sich bei den Europameisterschaften 2017 in Tiflis mit der Mannschaft zunächst die Silbermedaille, ehe ihr im Jahr darauf in Novi Sad im Mannschaftswettbewerb der Titelgewinn gelang. 2018 wurde sie zudem in der Einzelkonkurrenz in Wuxi nach einem 15:13-Finalsieg gegen Sofja Welikaja Weltmeisterin. Mit der russischen Equipe gewann sie darüber hinaus die Vizeweltmeisterschaft. 2019 gelang bei der Europameisterschaft in Düsseldorf die Titelverteidigung im Mannschaftswettbewerb. Bei den 2021 ausgetragenen Olympischen Spielen 2020 in Tokio wurde Posdnjakowa sowohl in der Einzelkonkurrenz als auch mit der Mannschaft Erste und wurde damit zweifache Olympiasiegerin.
Ihr Vater ist der vierfache Fechtolympiasieger Stanislaw Posdnjakow.